# Charles Buchwald
Charles Buchwald (Bjerringbro, 22 oktober 1880 – Hørsholm, 19 november 1951) was een Deens voetballer, die speelde als verdediger voor de Deense clubs Østerbros Boldklub en Akademisk BK. Hij overleed op 71-jarige leeftijd.

## Interlandcarrière
Buchwald speelde in totaal zeven interlands voor de Deense nationale ploeg, waarmee hij in 1908 deelnam aan de Olympische Spelen in Londen. Daar won de selectie onder leiding van de Engelse bondscoach Charles Williams de zilveren medaille. In de finale, gespeeld op 24 oktober 1908 in het White City Stadium, bleek gastland Engeland met 2-0 te sterk. Vier jaar later was Buchwald eveneens van de partij bij de Olympische Spelen in Stockholm, waar hij andermaal beslag legde op de tweede plaats met de Deense ploeg.